# Tarui
Tarui (垂井町?) è una cittadina giapponese della prefettura di Gifu.